# Хаџи Бранко Никитовић
Хаџи Бранко Никитовић  је српски сликар и културни радник из Вишеграда, познат по свом умјетничком опусу инспирисаном мостом Мехмед-паше Соколовића на Дрини. Његова дјела, углавном у техници акварела, представљају мост као симбол духовног повезивања људи, градова и култура . 

## Биографија
Хаџи Бранко Никитовић рођен је и живи у Вишеграду. Љубав према 'умјетности' развио је још у средњој школи, када се посебно заинтересовао за технику акварела, по којој је постао препознатљив. Студирао је на Академији ликовних умјетности у Сарајеву. Његова умјетничка дјела инспирисана су природним и културним наслијеђем Вишеграда, а посебно мостом Мехмед-паше Соколовића. Никитовић је учествовао на више од 100 колективних и око 40 самосталних изложби широм свијета, а његова дјела налазе се у бројним умјетничким колекцијама. Био је пријатељ са књижевником и сликаром Момом Капором.

## Умјетнички рад
Никитовићев уметнички израз карактерише дубока повезаност са мостом на Дрини, који представља као симбол повезивања и духовне везе међу људима. Његова дјела често приказују мост у различитим временским и атмосферским условима, истичући његову вјечну присутност и значај. Изложба "Ћуприја у 120 виђења" представља 120 акварела са мотивом моста, а организована је поводом 120 година од рођења Иве Андрића. Изложба је први пут представљена на самом мосту, на дјелу који народ назива "софа", а касније је приказана у другим градовима Републике Српске, Црне Горе и Србије . 

## Културни рад
Поред сликарства, Никитовић је активно укључен у културни живот Вишеграда. Оснивач је и организатор Међународног саборовања ликовних уметника у Вишеграду, које сваке године окупља уметнике из различитих земаља. Током ових саборовања, уметници стварају дела инспирисана Вишеградом и његовом околином, а сва дела остају у фонду Градске галерије у Вишеграду. До сада је на саборовањима учествовало више од 450 уметника из 40 земаља, који су Галерији поклонили најмање по једно уметничко дело. 

## Књижевни рад
Никитовић је аутор књиге "Премостили смо више од две обале – једна слика – два аутора", која представља његово животно дело. Књига обухвата репродукције, текстове, приче, исповести, ликовне критике и похвале, све на једном месту. У књизи су представљена дела 81 сликара из Босне и Херцеговине, Србије и других земаља, који су инспирисани мостом на Дрини. 